# Recit
Recit (latin: re'cito, att läsa upp, föreläsa) är inom juridiken en inledande textdel i ett officiellt dokument, såsom ett beslut, en dom, en utredning eller en resolution, där förutsättningarna, domskälen, yrkandena och invändningar samt eventuellt annat som framställts under sakens behandling presenteras. Ett näraliggande ord är ingress.
I EU-rätt är en recit text som redogör en rättsakts innehåll, utan normativt språk eller politisk argumentation. Jämför preambel.

## Falska vänner
Det föreligger i vissa fall en risk för sammanblandning av uttryck, eftersom franskan och engelskan använder 'recit' eller 'récit' i betydelsen kort roman med enkel berättelsestruktur.